# Problém P versus NP

Eulerův diagram tříd složitosti pro obě možnosti rozhodnutí tohoto problému

Problém P versus NP je důležitý otevřený problém v teoretické informatice; označuje se tak otázka, zda jsou třídy složitosti P a NP totožné. Zjednodušeně řečeno jde o otázku, zda každý problém, u kterého dokáže počítač rychle ověřit správnost nabídnutého řešení, dokáže počítač také sám rychle vyřešit. Všeobecně se předpokládá, že platí P ≠ NP, tedy že existují úlohy, které je složitější vyřešit než ověřit platnost řešení. Důkaz však stále nebyl nalezen a tento problém je zařazený mezi sedm tzv. problémů tisíciletí.

## Popis tříd P a NP
Třída složitosti P obsahuje všechny úlohy, jejichž řešení lze nalézt deterministickým Turingovým strojem v polynomiálním čase.
Pro třídu NP platí totéž s tím rozdílem, že úlohy jsou v polynomiálním čase řešitelné hypotetickým nedeterministickým Turingovým strojem, který dokáže současně testovat mnoho možností řešení. Jsou to tedy ty problémy, jejichž řešení lze ověřit v polynomiálním čase, ovšem nevíme, zda je lze také v polynomiálním čase nalézt.
Třídy P a NP poprvé definoval americký informatik Stephen Cook.

## Důsledky řešení
Platí-li P = NP, má to dalekosáhlé důsledky. Mimo jiné by to znamenalo, že existují deterministické polynomiální (tedy „rychlé“) algoritmy na řešení všech NP-úplných problémů. To by mělo zásadní dopad nejen na teoretickou informatiku, logiku, ale také filosofii a zejména kryptografii. Obtížnost prolomení řady moderních šifer, které se dnes každodenně používají, totiž závisí na předpokladu, že platí nerovnost. NP-úplné problémy – mezi něž patří důležité praktické úlohy, jako např. problém obchodního cestujícího – jsou považovány za „těžké“ a předpokládá se, že žádný takový efektivní algoritmus pro ně neexistuje. To je také hlavní důvod, proč je dnes většina odborníků přesvědčena o tom, že rovnost neplatí, tedy že {\displaystyle P\neq NP}.